# Pleuractis
Pleuractis is een geslacht van neteldieren uit de klasse van de Anthozoa (bloemdieren).

## Soorten
- Pleuractis alta (Nemenzo, 1983)
- Pleuractis granulosa (Klunzinger, 1879)
- Pleuractis gravis (Nemenzo, 1955)
- Pleuractis moluccensis (Van der Horst, 1919)
- Pleuractis paumotensis (Stutchbury, 1833)
- Pleuractis seychellensis (Hoeksema, 1993)
- Pleuractis taiwanensis (Hoeksema & Dai, 1991)